# Piroscsőrű pacsirta
A piroscsőrű pacsirta (Spizocorys conirostris) a verébalakúak (Passeriformes) rendjébe, ezen belül a pacsirtafélék (Alaudidae) családjába és a Spizocorys nembe tartozó, 12-13 centiméter hosszú madárfaj. Botswana, a Dél-afrikai Köztársaság, Lesotho, Namíbia és Zambia szubtrópusi és trópusi száraz, alacsonyan fekvő füves területein él. Többnyire magokkal táplálkozik, de rovarokat is fogyaszt. Novembertől júniusig költ. A száraz évszakban nedvesebb területek felé vándorol.

## Alfajok
- S. c. makawai (Traylor, 1962) - nyugat-Zambia;
- S. c. harti (Benson, 1964) - délnyugat-Zambia;
- S. c. damarensis (Roberts, 1922) - észak-Namíbia, északnyugat-Botswana;
- S. c. crypta (Irwin, 1957) - északkelet-Botswana;
- S. c. barlowi (Roberts, 1942) - dél-Namíbia, dél-Botswana és északnyugat-Dél-afrikai Köztársaság;
- S. c. conirostris (Sundevall, 1850) - a Dél-afrikai Köztársaság középső és keleti része, északnyugat-Lesotho.

## Fordítás
- Ez a szócikk részben vagy egészben  a   Pink-billed lark című angol Wikipédia-szócikk fordításán alapul.  Az eredeti cikk szerkesztőit annak laptörténete sorolja fel. Ez a jelzés csupán a megfogalmazás eredetét és a szerzői jogokat jelzi, nem szolgál a cikkben szereplő információk forrásmegjelöléseként.